# Espeluche
 Espeluche  là một xã thuộc tỉnh Drôme trong vùng Auvergne-Rhône-Alpes đông nam nước Pháp. Xã Espeluche nằm ở khu vực có độ cao từ 106-425 mét trên mực nước biển.